# 968
Cette page concerne l'année 968  du calendrier julien.
L'année 968 est une année bissextile qui commence un mercredi.

## Événements

### Asie
- Automne : expédition de Nicéphore Phocas en Syrie. Il se dirige vers Alep puis s’empare de Homs, de Djibleh, Arqa, Tortose où il laisse des garnisons[1].
- 5 novembre : Nicéphore Phocas est devant Tripoli, puis retourne vers le nord pour organiser le blocus d'Antioche. Il fait reconstruire le château de Bagras qui commande le col de Belen vers Alexandrette, confie la poursuite du siège à son neveu Pierre Phocas et au patrice Michel Bourtzès, puis rentre à Constantinople en janvier 969[1].

- Dans la région du fleuve Rouge, Đinh Bô Linh fonde la dynastie des Đinh qui règne sur le Đai Viêt, futur Viêt Nam[2]. Il organise l'administration et l'armée.
- Avènement du roi Jayavarman V dans le royaume khmer (fin de règne en 1001)[3].

### Europe
- Janvier : Otton Ier reçoit une ambassade byzantine à Capoue, sans résultat[4].
- Mars : échec d’Otton Ier devant Bari face à Byzance[5].

- 29 mars : Saint-Jacques-de-Compostelle aurait été investie par les Vikings, qui pillent le Nord de l’Espagne (fin en 971)[6].
- Avril : le prince de Kiev Sviatoslav marche contre les Bulgares qui se sont réfugiés à Silistra[7].
- 4 juin - 2 octobre[1] : échec de l’ambassade de Liutprand, évêque de Crémone, auprès de l’empereur d’Orient Nicéphore II Phocas à Constantinople pour négocier le mariage du fils d’Otton avec une princesse byzantine et tenter d'éviter la guerre en Italie du sud[5]. Il dit y avoir rencontré des Rús, qu'il assimile aux Normands[8].
- Été : siège de Kiev par les Petchenègues. Sviatoslav abandonne la Bulgarie pour secourir Olga qui défend la ville[1].
- 18 octobre : Adalbert, premier archevêque de Magdebourg, reçoit à Rome le pallium du pape Jean XIII (fin en 981). Il a pour mission d'organiser des missions évangéliques chez les Slaves au-delà de l'Elbe, avec ses évêques suffragants à Zeitz, Meissen, Mersebourg, Brandebourg, Havelberg[9]. Le premier évêché polonais est créé à Poznań (Posen) avec le consentement du pape et de l'empereur par le prince Mieszko, et confié à l'évêque missionnaire Jordan[10]. Selon Dithmar il serait subordonné à l’archevêché de Magdebourg, mais semble dépendre directement du pape.
- 31 octobre : Otton quitte Ravenne pour une campagne contre les possessions byzantines en Italie du Sud. Il passe les fêtes de Noël en Apulie[1].

- Éruption du Vésuve[11].
- Fondation de l'abbaye Saint-Pierre de Maillezais en Poitou par Emma de Blois (Vers 968-970)[12]. L'église est consacrée par Gombaud, archevêque de Bordeaux vers 989.